# Fonte Arcada e Oliveira
Fonte Arcada e Oliveira (oficialmente: União das Freguesias de Fonte Arcada e Oliveira) é uma freguesia portuguesa do município de Póvoa de Lanhoso, com 11,06 km² de área e 1629 habitantes (censo de 2021). A sua densidade populacional é 147,3 hab./km².

## História
Foi criada aquando da reorganização administrativa de 2012/2013, resultando da agregação das antigas freguesias de Fonte Arcada e Oliveira.

## Demografia
A população registada nos censos foi:
| Distribuição da População por Grupos Etários | Distribuição da População por Grupos Etários | Distribuição da População por Grupos Etários | Distribuição da População por Grupos Etários | Distribuição da População por Grupos Etários | Distribuição da População por Grupos Etários |
| -------------------------------------------- | -------------------------------------------- | -------------------------------------------- | -------------------------------------------- | -------------------------------------------- | -------------------------------------------- |
| Antes da agregação                           |                                              |                                              |                                              |                                              |                                              |
| Ano                                          | 0-14 anos                                    | 15-24 anos                                   | 25-64 anos                                   | >= 65 anos                                   | Total                                        |
| 2001                                         | 340                                          | 314                                          | 914                                          | 262                                          | 1830                                         |
| 2011                                         | 261                                          | 180                                          | 936                                          | 293                                          | 1670                                         |
| Após a agregação                             |                                              |                                              |                                              |                                              |                                              |
| Ano                                          | 0-14 anos                                    | 15-24 anos                                   | 25-64 anos                                   | >= 65 anos                                   | Total                                        |
| 2021                                         | 199                                          | 178                                          | 910                                          | 342                                          | 1629                                         |